# رآکتور آب فوق بحرانی

طرح واره‌ای از یک رآکتور آب فوق بحرانی.

رآکتور آب فوق بحرانی(به انگلیسی: Supercritical water reactor) به طور اختصار (SCWR) گونه‌ای از رآکتورهای هسته‌ای نسل چهارم است که در آن از آب فوق بحرانی (با جرم بحرانی سوخت اشتباه نشود) به عنوان سیال عامل استفاده می‌شود.